# Washington Díaz
Washington Díaz (* 20. Juli 1954 in Maldonado) ist ein ehemaliger uruguayischer Radsportler.

## Karriere
Díaz, genannt El Alpache, gewann 1975 für die Mannschaft von Fénix startend bei der Vuelta Ciclista del Uruguay das Zeitfahren. Er gehörte bei den Olympischen Sommerspielen 1976 in Montreal zum uruguayischen Aufgebot. Während er im olympischen Straßenrennen nicht ins Ziel kam, belegte er in der 4000-Meter-Einzelverfolgung den 22. Rang und erreichte in der Mannschaftsverfolgung in der Qualifikation den 16. Platz. Im selben Jahr belegte er im mexikanischen Tijuana bei der 9. Etappe der Carrera Transpeninsular den zweiten Platz. 1977 wurde er hinter Carlos Alcántara Zweiter der Gesamtwertung der Vuelta Ciclista del Uruguay. 1979 siegte er in seinem Heimatland bei der Vuelta de los Puentes. Dabei ging er für das Team América an den Start.

## Erfolge
- 1977: Zweitplatzierter der Gesamtwertung bei der Vuelta Ciclista del Uruguay
- 1979: Sieg bei der Vuelta de los Puentes